# Ярослав II (Владимирско-Суздалско княжество)
Вижте пояснителната страница за други личности с името Ярослав II.
Ярослав II Всеволодович (на руски: Яросла́в II Все́володович) е велик княз на Владимирско-Суздалско княжество (1238 – 1246), управлявал в първите години след подчиняването на страната на Монголската империя. Той наследява брат си Юрий II и от своя страна е наследен от по-малкия си брат Светослав III.

## Живот
Ярослав е четвърти син на Всеволод III Голямото гнездо. През 1200 е изпратен от баща си да управлява Переяслав в днешна Украйна. През 1206 прави неуспешен опит да заеме трона на Галич, а след това участва в похода на баща си срещу Рязан, довел до опожаряването на града. През 1209 Всеволод прави опит да го постави на трона на Новгород, но след няколко битки с Мстислав Храбри Ярослав се отказва и се жени за дъщерята на Мстислав.
Преди смъртта си Всеволод Голямото гнездо оставя на Ярослав Переславъл Залески. Ярослав застава на страната на брат си Юрий II в конфликта му с най-големия им брат Константин. През 1215 прави нов опит да завземе Новгород, но след победата на Константин и Мстислав в битката при река Липица е принуден да се оттегли в Переславъл.
През 1222 Ярослав успява да вземе властта в Новгород, предприема поход в Естония и обсажда столицата Коливан. През 1224 опустошава Финландия и започва християнизацията на Карелия. Следващата му цел е превземането на Псков, но гражданите на Новгород отказват да воюват срещу своите съседи. В отговор Ярослав завзема новгородския ексклав Волоколамск. През 1234 той се завръща в Новгород и малко по-късно удържа победи над литовците и тевтонците. През 1236 се премества от Новгород в Киев, като оставя сина си Александър за свой представител на север.
През 1238, след като Юрий II е убит от монголите, Ярослав става велик княз на Владимир-Суздал. Той прави опити да възстанови опустошената страна и столицата Владимир. През 1243 е извикан от Бату хан в неговата столица Сарай, където получава потвърждение на титлата си. През 1245 отново е извикан в столицата на Монголската империя Каракорум. Там той прекарва дълго време, преди да му позволят да се върне. Ярослав Всеволодович умира по обратния път към Европа, като според някои хипотези е отровен.
От третия си брак с княгиня на Рязан Ярослав има няколко сина. Най-големият, Александър Невски, управлява в Новгород и Владимир и става родоначалник на князете на Москва. Третият, Андрей, също управлява Владимир-Суздал и поставя началото на рода на князете на Нижни Новгород. Князете на Твер и Галич произлизат от по-млади синове на Ярослав.